# SKYMENU
SKYMENU Pro（スカイメニュープロ）は、Skyが開発・製造している、授業支援・学習活動支援ソフトウェア。

## 概要
主に教育機関などで利用される、クライアント監視・操作ツール。情報の倫理やモラル教育を支援する。教育支援系ソフトでは最大のシェアを誇り、多くの教育機関に導入されている。教育機関向けに販売されており、一般販売は行っていない。

## 主な機能
授業支援系ソフトとしての機能は充実している。Ver.12現在の機能を記す。

### コンピュータ教室授業支援
- 一部オプションにより作動

操作パネル
『簡単』『標準』『拡張』の3種類のインターフェイスを搭載し、自由に切り替えられる。また、各コマンドにマウスポインタを合わせると、吹き出しで機能の概要がポップアップ表示される。
ワンタッチキー
『コンピュータ教室授業支援』の基本的な機能を配列したSKYMENU専用のキーボード。教員機の電源を入れた瞬間から有効になる。
教室分割
学習者機をグループ単位に分けて運用出来る。
電源管理
学習者機の電源を一斉に制御。電源ON/OFF/ログオン・ログオフ・再起動が行える。
ディスプレイ制御
学習者機のディスプレイを一斉に制御。この機能を使用するには、ディスプレイがDDC/CIに対応している必要がある。ディスプレイの電源を本体と連動させたり、スイッチをロックする事などが可能。
出席管理
生徒の出席状況を、学習者機の状況で管理する。作成したデータはEXCELなどに出力する事が出来る。
メッセージ
教員機からメッセージを送る。学習者機にはメッセージボックスが表示され、OKをクリックすると消える。教員機側で応答状況を確認出来る。
赤外線リモコン
教員機を遠隔操作するためのリモコン。機能は各ボタンに自由に割り当てる事が出来る。
アプリケーションモニタ
学習者機で起動しているアクティブウィンドウのタイトルを一覧で表示する。
画面
教員機や任意の学習者機の画面を送信したり、各学習者機の画面をサムネールとして表示する。
複数ディスプレイ
マルチディスプレイに対応している。
タスク操作
任意のアプリケーションを学習者機で一斉に起動・終了する。
ファイル操作
授業に使うデータを一斉に配布・回収する。フォルダ単位でも可能。
アンケート
簡単なアンケートを実施する。回答は集計してグラフ化出来る。
プリンター操作
不正な印刷やインクの不足から守る。また、プリンターの使用履歴も確認出来る。
マクロ
学習者機の設定の変更などを一斉に行う。
入力機器操作
学習者機の入力機器をロックする。ロック中に任意の画像を表示する事も可能。
入力機器転送
学習者機の入力機器を一斉に操作する。この機能が有効の間は、学習者機側の入力機器はロックされる。
音量操作
学習者機の音量を制御。
インターネット操作
学習者機でのインターネットの利用を制限できる。
仮想携帯
生徒に仮想的に携帯電話を持たせ、携帯電話に関するモラルを学習させる機能。

### ユーザ情報管理
生徒情報管理
表計算ソフトなどで作成された名簿をインポートして、生徒の個人情報を管理する。
教員管理
教員用のデータフォルダをサーバで管理する。複数のサーバでの管理も可能。
本人登録
ログオンに必要な情報を、ユーザ本人が設定出来る。
教員編集
教員用のログオンアカウントの情報を管理する。
パスワード変更
ユーザ自身がログオン用のパスワードを変更出来る。また、教員機から一斉に実行する事も可能。
フォルダ
生徒用のデータフォルダを管理する。また、生徒は他の生徒のフォルダにはアクセス出来ない。
簡単ログオン
ユーザ名やパスワードではなく、クラス名でコンピュータにログオンする。OSへのログオンも同時に行われる。
ユーザ名表示
タスクバーにログオン中のユーザ名を表示する。

### 校内ネットワーク運用支援
教員機活用支援
授業支援用の機能をツールバーに一括で纏める。
学習者機活用支援
『コンピュータ教室授業支援』の機能を、コンピュータ教室以外でも利用出来る。
教材ライブラリ
授業の単元などで分けて授業用のファイルを分類する。
どこでも校内ネットワーク運用支援
校内ネットワークの全てのコンピュータから遠隔で監視・管理が出来る。
ランチャー
アプリケーションなどを専用のランチャーに登録して置き、ワンクリックで起動出来る。
モニタリング
校内ネットワーク内のクライアントの状態をサムネールで表示する。また、リモート操作などもここから行う。
校内お知らせ
指定したコンピュータにメッセージを表示。また、メッセージはWEBオーサリングツールなどで作成が可能。
確認
クライアントのスペックを一覧で表示する。
電源管理
校内ネットワークのクライアントの電源を制御する。
タスク操作
ソフトウェアを遠隔で起動。
インターネット操作
インターネットを利用する際、SKYMENUへのログインが必要。
機能操作
生徒に実行して欲しくない機能などの実行を禁止する。また、実行が禁止された機能を実行すると、管理者に通知される。
校内IT資産管理
クライアントのスペックやインストールされているソフトウェアを一覧で表示する。
ファイル安心
ファイルを暗号化・復号する。
クライアント修復
クライアントのハードディスク内のデータをサーバにバックアップして置き、不具合が発生した時に瞬時に復旧出来る。
クライアント復元
クライアントに加えられた変更を、再起動時に元に戻す。
放置端末検知
ログオンした状態で放置されたクライアントを自動でロックする。ユーザ名とパスワードを入力するとロックは解除される。
不許可端末検知
SKYMENUによって許可されていない端末が校内ネットワークに接続すると、管理者に通知する。
タスク検知
実行が禁止されたソフトウェアを起動すると、強制終了する。
自動検索
校内ネットワークの全クライアント内のファイルを検索する。
サポート
SKYMENUユーザ専用のサポート用のホームページに接続す員機と学習者機の双方から使用出来る。
UPDATE支援
SKYMENUやOSのアップデートを支援する。クライアント復元機能の対象外。
クライアントログ
クライアントの使用履歴を一覧表示する。

### 教材作成支援・プレゼンテーション
生徒の作品などの発表を支援する。

### デジタルコンテンツ作成
授業用のデジタルコンテンツの作成・編集を支援する。

### デジタルコンテンツ活用支援
生徒が作成した作品などを校内ネットワークで管理する。

### 地域イントラネット活用支援
地域イントラネットの技術を使用し、教育センターから各教育機関のコンピュータを遠隔で集中管理する。